# Szlovénia hadereje
A Szlovén Fegyveres Erők (szlovénül: Slovenska vojska – SV) feladata a katonai védelem biztosítása önállóan, illetve nemzetközi megállapodások alapján a szövetségesekkel, akikkel együttműködve a haderő ellátja a Szlovén Köztársaság védelmét, elrettenti a potenciális ellenséget a támadásoktól, szükség esetén helyreállítja az állam nemzeti szuverenitását, valamint hozzájárul a nemzetközi békéhez és stabilitáshoz. Rendeltetése a műveleti készenlét fenntartása, az erők aktivizálása és mobilizálása, illetve telepítése a műveleti területre, valamint védelmi és támadó műveletek végrehajtása. Egyéb feladatai a nemzetközi béke, biztonság és stabilitás támogatása, illetve a szlovén állampolgárok biztonsága és jóléte szavatolásának elősegítése.

## Története
A titói Jugoszlávia egykori tagköztársasága gyorsabban fejlődött társainál, ami a különbségek növekedését, majd az 1980-as évek végén a függetlenség elérésének igényét eredményezte. Szlovénia 1991. június 25-én deklarálta függetlenségét, amelynek hatására a Jugoszláv Néphadsereg (szlovénül Jugoslovanska ljudska armada, JLA) fegyveresen beavatkozott, hogy megakadályozza az ország elszakadását. A szlovének a híressé vált tíznapos háborúban vívták ki függetlenségüket a JNA-val szemben.
1991 májusában, a perkei kiképzőbázison (Maribor közelében) fegyveres konfliktust provokáltak. 1991 júniusában, már a szlovén függetlenség deklarálásakor a jugoszláv szövetségi csapatok lezárták az ország határait. A cél az volt, hogy megbénítsák a szlovén kormányt, el akarták vágni, el akarták szigetelni a fiatal Szlovéniát a világtól. Tíz napon keresztül folytak a harcok. A  jugoszláv erők nagy veszteséggel harcoltak, míg a szlovén területvédelmi erők létszáma nőtt, 16 000 főről 30 000 főre. Július 7-én a brioni egyezmény aláírása megtörtént, melynek értelméban a szlovén területvédelmi erők átvették az irányítást egész Szlovéniában, valamint a harci cselekmények is megszűntek. Októberben az utolsó jugoszláv katona is elhagyta az egykori jugoszláv tagköztársaságot. Az újonnan függetlenné vált, fiatal ország, területvédelmi erőként alakította ki haderejét. A jelenlegi létszám a délszláv konszolidációnak köszönhető.

## Alapvető adatok
| 2006                                                       | 2006     | 2010               | 2010    | 2014               | 2014     |
| Katonai költségvetés                                       |          |                    |         |                    |          |
| összeg                                                     | GDP %-a  | összeg             | GDP %-a | összeg             | GDP %-a  |
| 450 millió euró (108 milliárd tolár 112,5 milliárd forint) | 1,55%    | 582,96 millió euró | 1,61%   | 369,46 millió euró | 1%       |
| A szlovén haderő összlétszáma                              |          |                    |         |                    |          |
| 7 346 fő                                                   | 7 346 fő | n.a.               | n.a.    | 8 389 fő           | 8 389 fő |

## A szlovén haderő struktúrája, fegyverzete
A szlovén haderő egysége szervezetet alkot, nincsenek különálló haderőnemek, amely hadászati, hadműveleti és harcászati szinten látja el feladatait a szárazföldön, a levegőben és a tengeren. Harci feladatait tekintve az erők harcoló, harctámogató, harci kiszolgáló-támogató és parancsnoki támogatókra oszthatók, melyek lehetnek telepíthetők – azaz mobil – és nem telepíthető – vagyis statikus – csapatok.
A Védelmi Minisztérium szervezetéhez tartozó Vezérkar feladata a Szlovén Hadsereg irányítása. Felelős a haderővel kapcsolatos tervek elkészítéséért, a szervezeti struktúra kialakításáért, a fejlesztésért, a kiképzésért és a műveleti alkalmazásért. Katonai kérdésekben szakmai támogatást nyújt a védelmi miniszternek, a kormányfőnek és a köztársasági elnöknek, továbbá végrehajtja a politikai döntések katonai elemeit.
A Vezérkar Egyesített Műveleti Parancsnoksága (Vrhnika) felel az összhaderőnemi műveleti feladatok tervezéséért és végrehajtásáért, a Katonai Oktatási Központ (Maribor) pedig a különböző képzésekért.
Az ország gazdasági körülményei, anyagi lehetőségei teljes mértékben lehetővé tették a Szlovén Hadsereg hivatalossá válását. Elérhető lett az országban a sorozás eltörlése. Az 1200 fős sorállományt már 2004 elején szerződéses katonákkal váltották fel. 2004-ben Szlovénia csatlakozott a NATO-hoz.

## Szárazföldi erők
Alakulatok:
- 1. dandár (Ljubljana)
  - 10. gépesített lövészezred (Ljubljana)
  - törzszászlóalj (Ljubljana)
  - 132. hegyiezred (Bohinjska Bela)
  - Nemzetközi Hegyi Hadviselési Kiválósági Központ (Bohinjska Bela)
  - területi ezred (Nova Gorica)
- 72. dandár (Maribor)
  - 20. gépesített lövészezred (Celje)
  - 74. gépesített lövészezred (Maribor)
  - területi ezred (Novo mesto)
  - törzszászlóalj (Murska Sobota)
- logisztikai dandár (Kranj)
  - 157. logisztikai ezred (Ljubljana-Šentvid)
  - 670. logisztikai ezred (Slovenska Bistrica)
  - Katonai Egészségügyi Központ (Kočevska Reka)
- Különleges Műveleti Egység (Kočevska Reka)
  - különleges műveleti század
  - harci kiszolgáló és támogató század
  - Különleges Műveleti Kiképző Központ

Haditechnikai eszközei:
- 40 db M–84, T–55 közepes harckocsi
- 136 db AMV Patria
- 2 db BRDM–2 felderítő harcjármű
- 26 db M–80 lövészpáncélos
- 34 db Valuk (osztrák gyártámányú Pandur)
- 28 db BOV-3MD
- 2 db BTR–50 páncélozott szállító jármű
- néhány nagy kaliberű löveg
- harcjárművekre épített, önálló AT-3, és AT-4 irányított páncéltörőrakéta indító

### A szárazföldi erők repülőkomponense

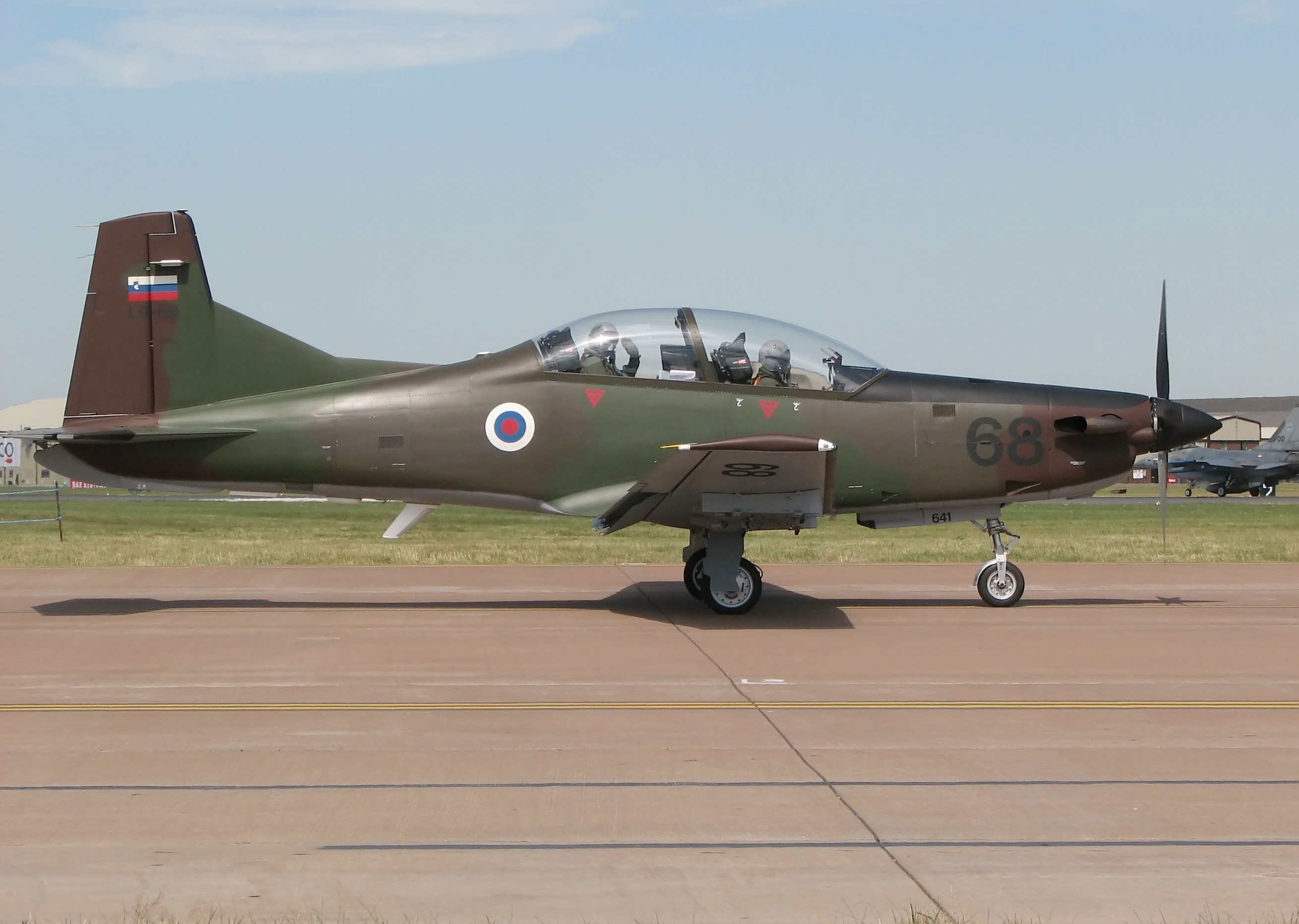
A Pilatus PC–9 gyakorlógép

Amíg nem áll fel a Szlovén Légierő teljes egészében, addig NATO repülőgépei védik Szlovénia légterét. Létszáma 530 fő, parancsnoksága Brnikben található.
Alakulatok:
- 15. repülőezred (Cerklje ob Krki)
  - 16. légtérellenőrző és jelentő központ (Brnik)
  - 107. légibázis (Cerklje ob Krki)
  - 151. helikopterszázad (Cerklje ob Krki)
  - 152. repülőszázad (Cerklje ob Krki)
  - 153. légijármű-javító század (Cerklje ob Krki)
  - repülőiskola (Cerklje ob Krki)

Repülők, helikopterek:
- 9 db Pilatus PC–9M gyakorló repülőgép (felfegyverezve)
- 3 db Pilatus PC–9 iskolagép
- 1 db L-410 szállító repülőgép
- 8 db felfegyverzett Bell 412 helikopter
- 3 db felfegyverzett Bell 206 helikopter
- 2 db felfegyverzett SA-352 helikopter
- 6 db Roland II közepes hatómagasságú rakétakomplexum
- 36 db SA-16 (kis hatómagasságú rakétafegyver)
- 96 db SA-18 (kis hatómagasságú rakétafegyver)

### Haditengerészeti komponens

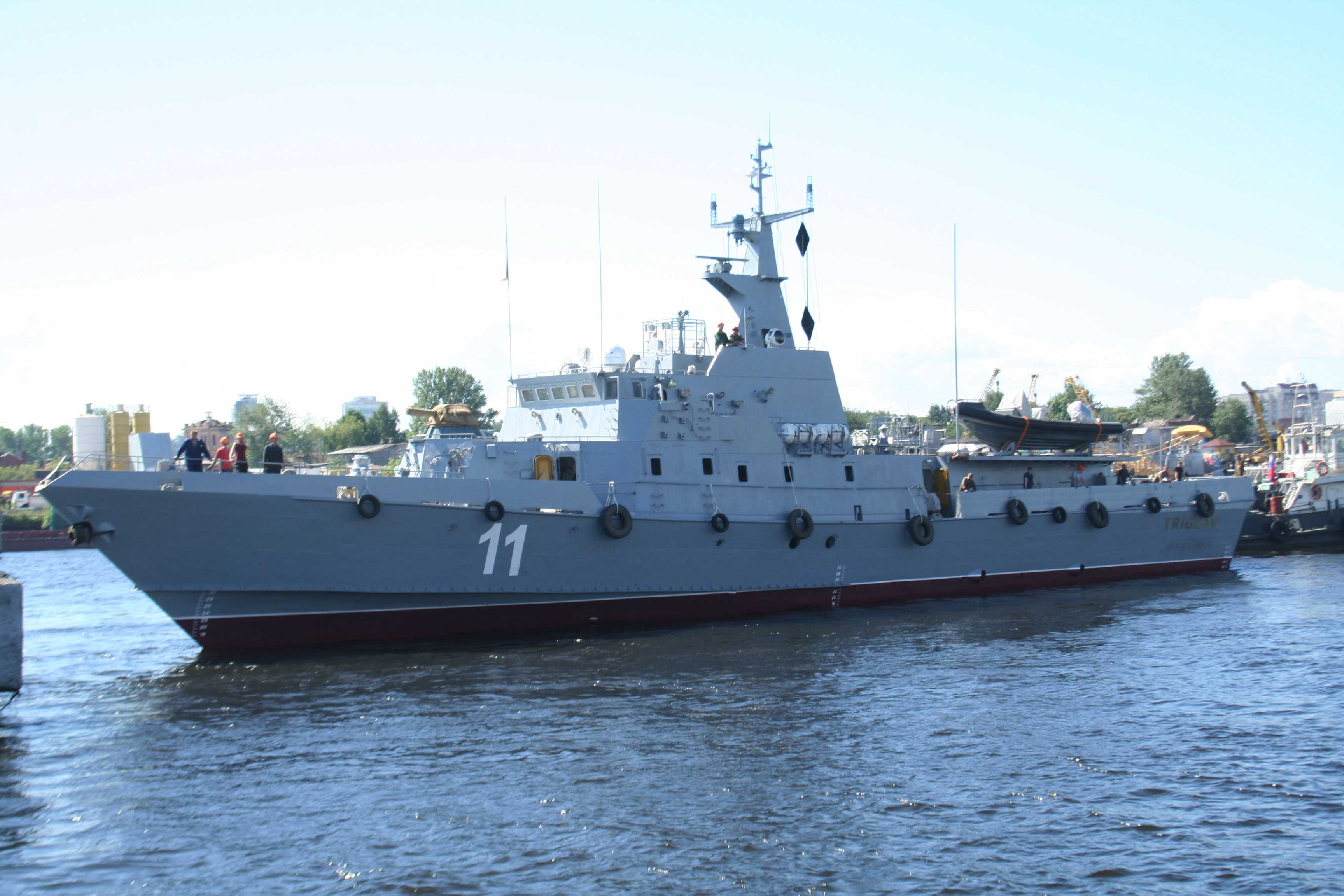
A VNL-11 Triglav őrhajó

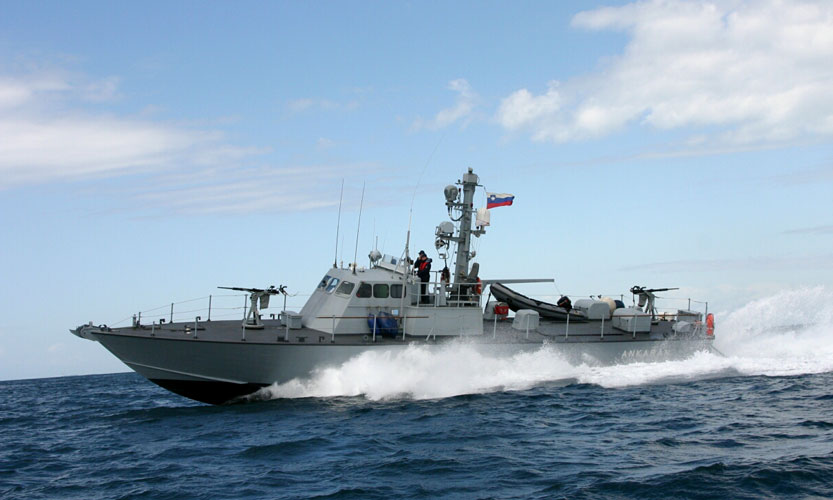
A HPL-21 Ankaran parti járőrhajó

A szlovén haditengerészet – körülbelül 170 fős tengerészgyalogos-alegység – a Szlovén Fegyveres Erők 430. haditengerészeti osztálya, amelynek parancsnoksága Ankaran településen található. Az osztály jelenlegi formájában 1999-ben jött létre, korábban század szintű egységként működött.
Egy Super Dvora Mk II-hajóosztályú gyors parti járőrhajóval (Ankaran), egy 375 tonnás Szvetljak-hajóosztályú őrhajóval (Triglav) és speciális csónakokkal (Č-61 és Č-62, Č-45, Č-51 és Č-52), illetve egyéb felszerelésekkel van ellátva.
Alakulatok:
- 430. haditengerészeti osztály (Ankaran)
  - vízalatti különleges műveleti különítmény
  - többcélú hajóosztag
  - Haditengerészeti Műveleti Központ
  - tűzszerész (aknamentesítő) szakasz

## A szlovén haderő "Sólyomcsapása"
A Szlovén Fegyveres Erők 2006. október 23. és november 17. között tartották nagyszabású hadgyakorlatukat Magyarországon, Várpalota térségében, melyet „Sólyomcsapás”-nak (Falcon Strike) neveztek el. Havril András vezérezredes, a Honvédelmi Minisztérium Honvéd Vezérkar főnöke Várpalotán, katonai tiszteletadással fogadta Albin Gutman altábornagyot, a szlovén fegyveres erők vezérkari főnökét. A gyakorlat egyes mozzanatait november 9-én a magyar, illetve a szlovén haderő magas rangú vezetői is megtekintették. A szlovén altábornagy köszönetét fejezte ki azért, hogy a magyar és szlovén védelmi miniszterek által aláírt kétoldalú, gyakorlótér-használati egyezmény alapján Magyarország a szlovén fél rendelkezésére bocsátotta az MH Bakony Harckiképző Központ nulla ponti lőterét, amely kiváló terep a gyakorlat végrehajtására. Szlovénia cserébe hegyi kiképzésben nyújt segítséget a Magyar Honvédségnek. Az éleslövészeten a Szlovén Fegyveres Erők 1. gépesített lövészdandárjának 20. zászlóalja hajtotta végre 600 katonával, Valuk (osztrák gyártmányú Pandur) páncélozott szállító harcjárművekkel, illetve Pilatus PC–9-es repülőgépekkel. A hadgyakorlat a szlovén haderő 2006-ban történő legfontosabb eseménye volt, mivel az előkészítési fázissal együtt összesen 1600 főt érintett. Ez a szlovén zászlóalj februártól KFOR alárendeltségben fog szolgálni Koszovóban.

## Külföldön állomásozó szlovén erők
- Koszovó 297 fő (KFOR).
- Afganisztán 2 fő (ISAF).

## Külső hivatkozások
- Szlovénia Védelmi Minisztériuma
- A Szlovén Fegyveres Erők honlapja Archiválva 2004. augusztus 30-i dátummal a Wayback Machine-ben
- A Szlovén Fegyveres Erők folyóirata, a Slovenska Vojska (PDF-formátumban)